# 王馨瑤
王馨瑤（Yanni Wang，1992年9月6日—），是中国大陆女演員與模特兒，身高1米67，出生於河南省，後來在廣州定居，畢業於广东外语外贸大学，2012年世界旅遊小姐廣東賽區季軍。王馨瑤在學生時代就已拍攝多支廣告。2014年開始拍攝影視作品。她現在是香港導演王晶星王朝的旗下藝人。

## 演出

### 電影
- 2014年：《賭神風雲》 飾演 May
- 2016年：《薛定諤的貓》 飾演 艾金
- 2016年：《王牌逗王牌》 飾演 洛家豪秘書[6]
- 2017年：《降魔傳》 飾演 蛛兒
- 2017年：《大嫂》 飾演 阿紅
- 2018年：《肥龍過江》 飾演 閨蜜
- 2019年：《好漢3條半》 飾演 二筒

### 劇集
- 2018年：《情陷夜聊齋之畫皮》 飾演 夏荷
- 2018年：《情陷夜聊齋之倩女幽魂》 飾演 林夫人
- 2018年：《冒险王卫斯理》 飾演 心碎
- 2018年：《守護神之保險調查》 飾演 楚淼淼（阿水）[7][8]

## 外部鏈接
- 王馨瑤的新浪微博